# 小田急20000形電車
小田急20000形電車（おだきゅう20000がたでんしゃ）は、1991年から2012年まで小田急電鉄（小田急）が運用していた特急用車両（ロマンスカー）である。
本項では富士急行（分社化により現：富士山麓電気鉄道）に譲渡され、2014年から富士急行線で運用を開始した富士急行8000系電車についても扱う。
小田急では、編成表記の際には「新宿寄り先頭車両の車両番号（新宿方の車号）×両数」という表記を使用しているため、本項もそれに倣い、特定の編成を表記する際には「20001×7」もしくは「20002×7」と表記する。また、特定の車両については車両番号から「デハ20300番台」などのように表記し、区別の必要がない場合はスーパーシート・グリーン席はまとめて「特別席」、初代3000形は「SE車」、3100形は「NSE車」、7000形は「LSE車」、10000形は「HiSE車」、本形式20000形は「RSE車」、60000形は「MSE車」、日本国有鉄道は「国鉄」、東海旅客鉄道（JR東海）は「JR」、371系電車は「371系」、譲渡後の富士急行8500系については「8500系」、箱根登山鉄道箱根湯本駅へ乗り入れる特急列車には「箱根特急」と表記する。

## 概要
小田急小田原線と東海旅客鉄道（JR東海）御殿場線との相互直通運転に使用される車両として1991年に登場した。JR東海との協定により、371系電車と基本仕様を統一したため、それまでの特急ロマンスカーとは異なり連接構造や前面展望席が採用されず、2階建て車両（ダブルデッカー）や特別席（スーパーシート・グリーン席）を設置していることが特徴である。"Resort Super Express"（略して「RSE」）という愛称が設定され、1992年には鉄道友の会よりブルーリボン賞を授与された。

### 登場の経緯
小田急では、1955年から御殿場線へ直通する列車をキハ5000形気動車により運行を開始し、御殿場線が電化された1968年7月以降は8両連接から5両連接に短縮したSE車を使用して連絡急行「あさぎり」として運行していた。SE車は耐用年数を10年として製造された車両であり、1968年の時点で既に10年を超えていたことから小田急社内では反対の声もあったが、国鉄の組合闘争の激しかった時期で「NSE車が乗り入れてくれば反対する」という噂もあり、在来車の改造で対応したものである。その後、1980年代にはLSE車で車齢25年を超えたSE車を置き換える案もあったが、これも当時の国鉄側の現場の反応などを考慮して、仕方なくSE車を更新することで対応していた。一方、御殿場線沿線では1964年ごろから小田急の直通列車を沼津まで乗り入れるように要望が出ていたが、当時の御殿場線は御殿場から裾野までの約15 kmにわたって列車交換設備がなく、国鉄財政の問題もあって実現しなかった。
国鉄分割民営化後、1989年には御殿場線の利用者が増加したことに対応して富士岡と岩波に列車交換設備が新設された。これより前の1988年7月に、車齢30年を超えたSE車の更新について小田急からJRに対して申し入れがあったこともきっかけとなり、小田急とJRの間で相互直通運転に関する協議が進められることになった。この協議の中で、特急に格上げした上で運行区間も新宿 - 沼津間に延長し、あわせて2社がそれぞれ新形車両を導入した上で相互直通運転に変更することとなり、登場したのがRSE車である。
2社の協議によって「相互直通運転車両の規格仕様に関する協定書」に基づいた設計となり、編成の内容や定員・性能・保安機器などは極力合わせ、それ以外の部分については各社ごとの特色を活かす方針となった。このため、特急ロマンスカーとしては2300形以来の通常のボギー車となったほか、前面展望席も設置されないことになった。また、「あさぎり」だけではなく箱根特急にも使用することから、編成長は全長140 m程度の7両固定編成とすることになった。

## 車両概要
本節では、登場当時の仕様を記述する。
RSE車は7両固定編成で、形式は先頭車が制御電動車のデハ20000形で、中間車は電動車のデハ20000形と付随車のサハ20050形である。編成については、巻末の編成表を参照のこと。

### 車体
先頭車は車体長20,650 mm・全長は20,900 mm、中間車はサハ20150番台・サハ20250番台が車体長19,750 mm・全長20,250 mm、それ以外の中間車は車体長19,500 mm・全長20,000 mmで、車体幅は2,900 mmの全金属製車体である。サハ20150番台・サハ20250番台は2階建て（ダブルデッカー）構造、それ以外の車両は高床式（ハイデッカー）構造である。
先頭部の形状は、それまでの特急ロマンスカーと同様に鋭利な流線形を踏襲しており、前面窓の傾斜角はHiSE車の37度に近い38度とした。前面ガラスはセンターピラーをなくした大型の3次曲面ガラスとした。運転室は2階に上げることはせずに通常の床高さに設置されたが、客室が高床部にあるため、客室からの前面展望を楽しめるようになっている。
| 側面客用扉上部のLED表示器 |  | 側面客用扉上部のLED表示器 |
| 側面客用扉上部のLED表示器 |  |                           |

側面客用扉は各車両とも1箇所で、LSE車やHiSE車と同様自動開閉式折戸が採用され、扉幅は757 mm幅とした。1999年7月までは、特急に乗車する際には乗車口を限定した上で、ホームで特急券を確認する乗車改札を行っていたため、半自動扱いも可能な回路となっている。全ての客用扉上部には列車名や行き先を表示するLED式表示器が設置された。
側面窓の配置は、HiSE車と同様連続窓風の外観としたが、窓柱部分に改良が加えられている。車両間の貫通路は750 mm幅となっているが、サハ20150番台・サハ20250番台の間は2階部分で貫通させており、この箇所のみ600mm幅とした。2階建て車両の1階海側には非常口を設置した。
外部塗色は富士山と伊豆の海をイメージしてブルー系とすることで合意した。塗装デザインはスーペリアホワイト■をベースとし、窓周りと裾部分にオーシャンブルー（タヒチアンブルー）■を配し、相互乗り入れの車両であることを分かりやすく案内できるようにした。その一方で、「小田急ロマンスカー」であることを主張するため、オーキッドレッド（ピンク）■の帯を窓下・裾部分に配している。

### 内装
従来、特急ロマンスカーは箱根特急の場合で1時間強の所要時間であったのに対して、新宿から沼津までは所要時間が2時間前後となるため、ゆったりとくつろげるスペースとするべく、新しいテーマのインテリアを採用した。
全車両に共通する内容として、室内照明はダブルデッカーの1階を除いて全て間接照明を採用したほか、客室側窓のカーテンは全て横引きプリーツカーテンとなり、床面は全てカーペット敷きとなった。また、客室端部にはLED式の情報案内表示器を設置した。全ての座席背面に収納式テーブルを設けたほか、普通車の壁面腰板部分に折畳みテーブルを設けた。
また、編成を大きく3つのグループに分離し、各ブロックごとにコーディネイトのテーマを設定した。

#### 海 - 1・2号車・3号車階下席
| 「海」をテーマにした内装 |  | 3号車階下席は横3列配置 |
| 「海」をテーマにした内装 |  | 3号車階下席は横3列配置 |

沼津側の1・2号車および3号車階下席については、テーマを西伊豆の「海」と設定し、グレー基調にブルーのモケット・カーペットでコーディネイトを行なった。特にカーペットは波をあしらった模様とした。
座席は、回転式のフリーストップリクライニングシートを採用、HiSE車よりも30mm広いシートピッチ1,000 mmで配置した。また、足掛けについてもHiSE車までのパイプ式から、楕円形断面で幅のあるものに変更した。なお、3号車階下席については横3列配置となり、シートピッチも1,100 mmとした。

2号車の新宿側車端部には身体障害者対応の洋式トイレと化粧室を設けた。

#### 山・樹木 - 3号車2階席・4号車
| 特別席 |  | セミコンパートメント |  | サービスコーナー |
| 特別席 |  | セミコンパートメント |  | サービスコーナー |

ダブルデッカーとなる3・4号車では、テーマを「山・樹木」と設定し、さらに2階席では「小田急のファーストクラス」をサブテーマとした。2階席ではグレーとローズのモケットを使用し、大型シートを3列にシートピッチ1,100 mmで設置した。この大型シートは1人がけで幅660 mm、2人がけでは1,300 mmの幅で、普通車の2人がけシートの幅が1,020 mmであるのと比較して広幅である。また、座席のひじかけに6インチ液晶テレビを内蔵、座席ごとに読書灯やスチュワーデスのコールボタン・呼び出し灯を設置した。
4号車階下席ではセミコンパートメントを3室設置し、富士山麓をイメージするグリーン系の配色でコーディネイトした。
車内販売の基地となるサービスコーナーは、3・4号車の平屋部分に設けた。カウンター内には特別席のコールボタン表示盤が設置された。また、列車内専用の車椅子をサービスコーナーに常備した。

#### 都会 - 5・6・7号車

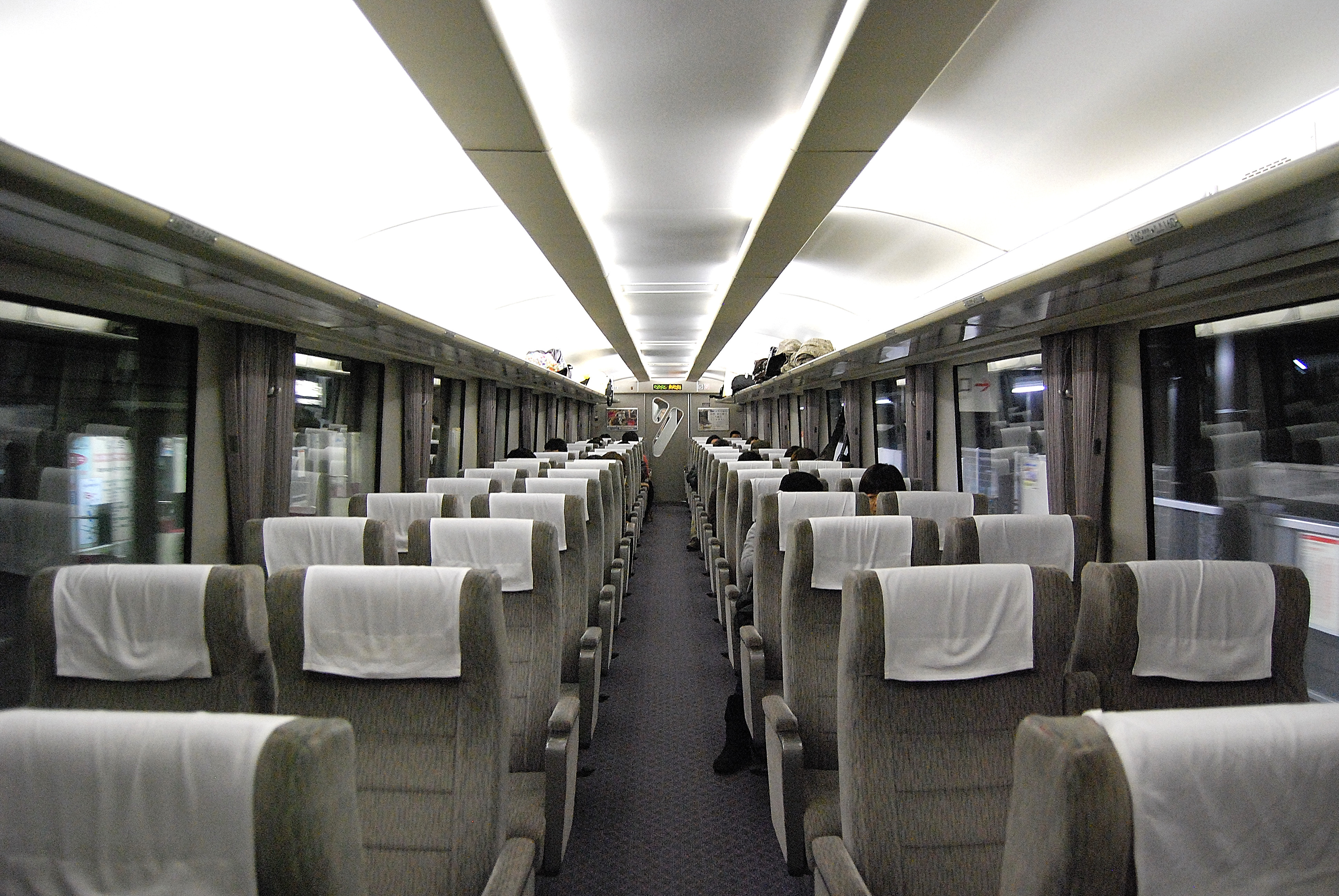
「都会」をテーマにした内装

新宿側の5・6・7号車では、テーマを「都会」と設定、グレー基調に暖色系のモケット・カーペットでコーディネイトを行ない、ハイグレードなホテルの雰囲気を楽しめることをねらった。座席については1・2号車と同様である。
6号車の沼津側車端部には男女共用和式トイレと化粧室を設けた。

### 主要機器
HiSE車の基本システムの信頼性が高いことから、基本的にはHiSE車と同様のシステムを採用した。また、電動車1ユニットをカットした状態でも、御殿場線内の9kmにおよぶ連続25‰勾配を定員乗車で運転継続できる性能とした。
主電動機については、HiSE車と同様、出力140 kWの直流直巻電動機を採用し、各電動台車に2台ずつ装架した。東洋電機製造のTDK-8420-A形・三菱電機のMB-3262-A形を併用している。
制御装置は東芝の発電・抑速制動付電動カム軸式抵抗制御装置であるMM-39B形を採用し、1・2・5・7号車に搭載した。SE車・NSE車・LSE車・HiSE車に引き続き東芝製の採用である。駆動装置はHiSE車に引き続きTD平行カルダン駆動方式（中実軸撓み板継手方式）で、歯数比も 80:19 = 4.21 とHiSE車と同様である。制動装置（ブレーキ）については、HiSE車と同様、電気指令式電磁直通制動のMBS-D形としたが、東海道本線上での120 km/h運転に対応できるように増圧ブレーキ機構を付加した。また、25 ‰下り勾配において85 km/hでの走行を可能とする抑速制動を機能させるため、主抵抗器はHiSE車の自然冷却式に対して強制通風式とした。
| 電動台車 FS546 |  | 付随台車 FS046 |
| 電動台車 FS546 |  | 付随台車 FS046 |

台車は、電動台車がFS546、付随台車がFS046で、いずれの台車も小田急においては2200形以来実績のある住友金属工業製のアルストムリンク式空気ばね台車であるが、空気ばねには「シャーパック付低型スミライド」が採用された。車輪径は860 mmで、基礎ブレーキ装置は電動台車・付随台車ともシングル式（片押し式）となっているほか、常時加圧式の踏面清掃装置が設置された。
| 集電装置 PT-4823A-M |  | 運転台 |
| 集電装置 PT-4823A-M |  | 運転台 |

集電装置（パンタグラフ）は、下枠交差型のPT-4823A-Mを採用、1・2号車の屋根上新宿側車端部と6・7号車の屋根上沼津側車端部に設置した。なお、5号車が電動車（デハ20100番台）であるにもかかわらず、付随車である6号車（サハ20050番台）に集電装置を搭載したのは、松田駅構内の連絡線のデッドセクション長や、高圧回路の関係である。冷房装置については、10.47 kW（9,000 kcal/h）の能力を有する三菱電機製CU-45形をハイデッカー車では4台、ダブルデッカー車では2台を床中（台枠上面と客室床面の間の空間）に搭載したほか、ダブルデッカー車では20.93 kW（18,000 kcal/h）の能力を有する三菱電機製CU-702形を平屋部分の屋根上に各1台搭載した。また、乗務員室用の冷房装置として、3.49 kW（3,000 kcal/h）の能力を有する三菱電機製CU-25形を1・7号車の床下に搭載した。

補助電源装置は、出力140kVAの静止形インバータ (SIV) を1・5・6号車に、電動空気圧縮機 (CP) については低騒音型のC-2000Lを2・6号車に搭載した。運転台の主幹制御器は右手操作のワンハンドル式を採用し、松田での乗務員交代の際に保安装置の切り替えをマスコンキー1本で可能とする「OJ切替え装置」を設置した。

## 沿革
| 谷峨駅で交換する371系とRSE車「あさぎり」 |  | 予備運用で「はこね」に運用されるRSE車。通過標識灯が点灯している |  | 元旦には「初詣号」にも運用（1994年元旦） |
| 谷峨駅で交換する371系とRSE車「あさぎり」 |  | 予備運用で「はこね」に運用されるRSE車。通過標識灯が点灯している |  | 元旦には「初詣号」にも運用（1994年元旦） |

第1編成（20001×7）は1990年12月24日に竣功、1991年1月26日には第2編成（20002×7）も竣功した。同年3月16日の「あさぎり1号」から運行を開始した。
基本運用は「あさぎり1号」→「あさぎり4号」→「あさぎり5号」→「あさぎり8号」で、371系が検査の際には「あさぎり」全列車にRSE車が運用される。371系には「ホームライナー」の運用もあるが、RSE車は「ホームライナー」には使用されなかった。検査時以外は、予備運用として、小田急時刻表では「原則として2階建て車両連結」と表記される箱根特急に使用されることがある。1991年3月16日の時点では、「あしがら71号」（平日のみ）・「はこね7号」（土休日のみ）→「はこね8号」→「はこね21号」→「はこね22号」に運用されていた。
1992年1月1日には「初詣号」にも使用され、営業運行では初めて江ノ島線に入線した。同年10月25日には、団体列車「カントリーハートインアサギリ」号として東海道本線経由で身延線の富士宮まで入線した。これは当時小田急電鉄が富士宮で営業を行っていたゴルフ場で実施したイベントで来場者を輸送する目的で運行された。試運転以外で沼津以西に入線したのはこの時だけである。
1996年には2号車と6号車の側面に、ヤマユリをデザインしたマークが貼られた。1999年にはFM文字多重装置の搭載や、トイレの処理方式の変更（循環式から真空式に変更）、AV装置の改良が行なわれ、特別席の液晶テレビは撤去された。
その後、予備運用は土休日のみとなり、平日には「あさぎり」以外には使用されなくなった。『2006 小田急時刻表』において「原則として2階建て車両連結」と表記される運用は「はこね1号」→「はこね2号」→「はこね15号」→「はこね16号」→「はこね29号」→「はこね30号」→「はこね43号」→「はこね44号」となっている。
| 2002年からは「ホームウェイ」にも運用 |  | 2008年7月25日には「湘南マリン号」に運用された |
| 2002年からは「ホームウェイ」にも運用 |  | 2008年7月25日には「湘南マリン号」に運用された |

2002年3月23日改正からは多摩線へ直通する「ホームウェイ」が増発されることになり、「あさぎり8号」の折り返しで唐木田行きの「ホームウェイ71号」に使用されるようになった。「あさぎり」以外の列車にRSE車が使用されたのは予備運用や臨時列車以外ではこれが初めてで、営業運転での多摩線運用もこれが初となる。
平日の「ホームウェイ」運用は2008年3月15日改正では「ホームウェイ」1本が「メトロホームウェイ」に置き換えられたことで、平日の「あさぎり8号」の折り返し運用はなくなった。『2008 小田急時刻表』では「ホームウェイ75号」が「原則として2階建て車両連結」と表記される列車となっている。土休日は引き続き「あさぎり8号」の折り返しで「ホームウェイ73号」に使用される（こちらは「原則として」の表記がない）。同年7月25日には臨時特急「湘南マリン号」として16年ぶりに江ノ島線に入線した。
2010年1月にLSE車とHiSE車に不具合が発生した際には、本来LSE車・HiSE車の運用となる列車にも使用された。
2011年12月16日、RSE車および371系は2012年3月17日のダイヤ改正で「あさぎり」運用から離脱し、以後は全列車MSE車で運転するとJR東海から公式発表され、小田急電鉄でも同日、同ダイヤ改正でRSE車の運用離脱を実施すると発表した。運用離脱発表の後、小田急電鉄は公式サイト上に5000形通勤車・HiSE車・RSE車の運行終了記念特設サイトを開設し、HiSE車とともに運行ダイヤを公開した（外部リンク参照）ほか、2012年2月1日から3月16日の運用最終日まで車体に「『ラストラン』ステッカー」を掲出した。
定期運用最終日となる2012年3月16日には、RSE車では最後の新宿駅発列車となる13時50分発「あさぎり5号」の出発式が行われ、沼津17時30分発「あさぎり8号」の新宿到着後には到着式がおこなわれた。この列車をもって、RSE車は全ての営業運用を終了した。また、2012年3月に引退記念イベントが行われ、2013年11月11日を以って第2編成が廃車となり、RSE車は全廃となった。
なお当車両が主に使用されていた「あさぎり」は2018年に「ふじさん」に改称され、後述の通り富士急行譲渡車両が「フジサン特急」として運用されていることから、奇しくも系統、車両共に「富士山」を由来する特急として運用されている。

## 保存
全廃後、先頭車2両と中間車1両が保存されていたが、2017年10月18日、代々木上原駅 - 登戸駅間の複々線が2018年3月に完成することによるダイヤ改正で計画中の通勤時間帯に増発する列車の収容や、緊急時における車両の収容場所の確保を理由に、先頭車両1両の解体を同年10月19日より随時行うことが発表され、翌11月をもって先頭車の20301号車が解体された。
残る2両は、2021年4月に開館したロマンスカーミュージアムで展示されている。

## 富士急行8000系電車

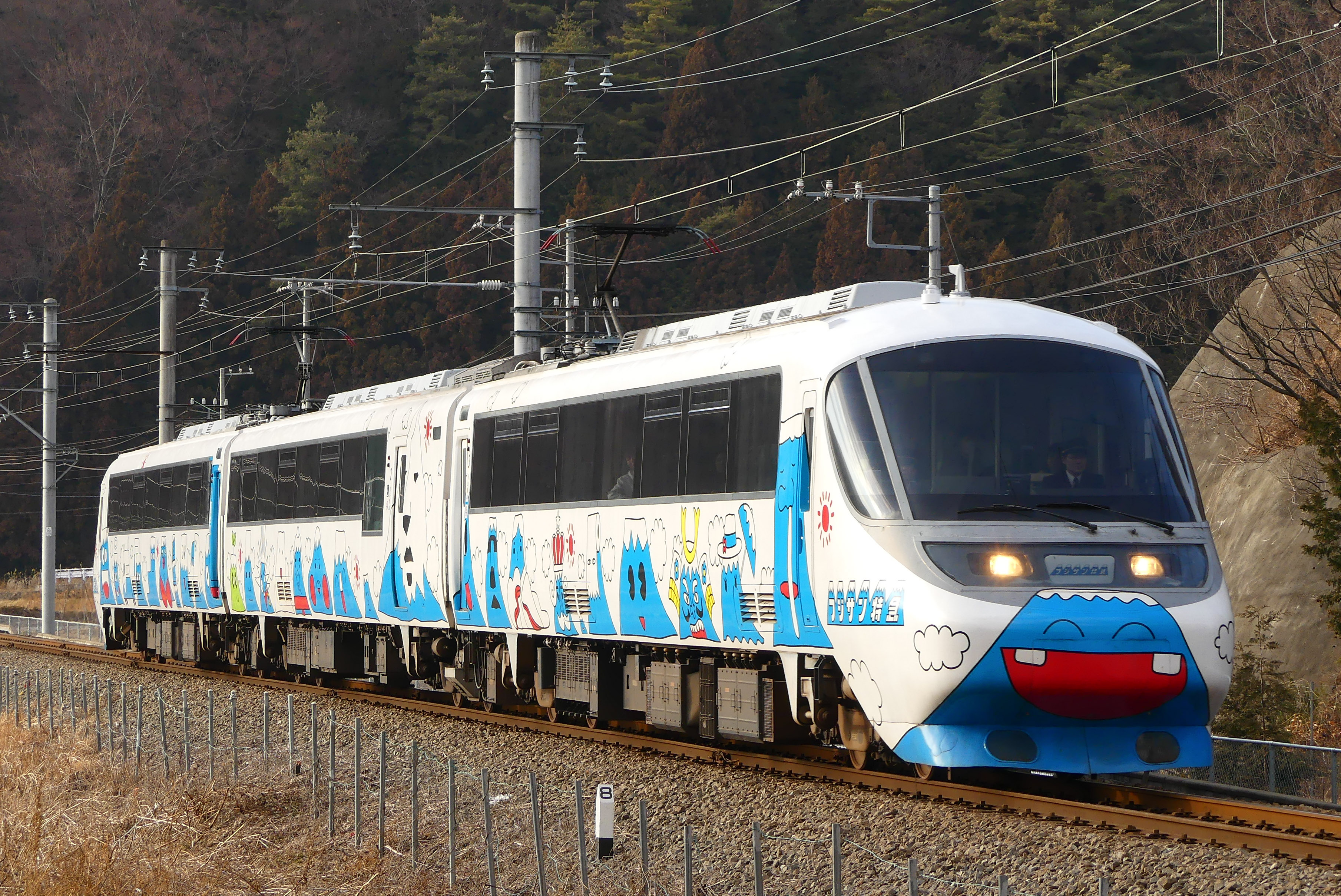
フジサン特急で使用される8000系
（2018年1月20日）

運用離脱の発表から間もない2012年1月21日、富士急行がRSE車の取得に向けて交渉に入ったと報じられた。富士急行では2000系（旧JR東日本165系「パノラマエクスプレスアルプス」）を「フジサン特急」に運用していたが、同車の老朽化が著しく、部品の調達も困難になったことから、RSE車を譲り受けたうえで同車に代わる「フジサン特急」用に転用することになったもので、2013年11月11日付で1編成が譲渡された。
富士急行線での運用にあたり、7両編成の内の先頭車2両（1号車・7号車）と中間車1両（新宿側から2両目の6号車）を使用して、3両編成に変更した。なお解体された4両についても、台車・冷房装置・座席などの部品については予備部品として保管されている。車体には公式サイト上で行われたキャラクター投票で選ばれた44種類に、一般公募14種類を加えた「フジサン」キャラクターが描かれている。
改造の内容は以下のとおりである。
1号車（デハ20002→クモロ8001）追加料金が必要な定員制の展望車両とすることとし、運転室後方の座席をゆったりと眺望を楽しめるソファータイプに変更した上で、最前部には子供向け運転台を設置した。一部座席はダブルデッカー車両の階下席に使用されていた座席を活用して3列シートとし、1人がけ座席の窓際には長手方向にテーブルを設置したほか、小グループ向けにセミコンパートメントを設けた。外観には大きな変更点はない。
2号車（サハ20052→サロ8101）車体長の3分の1にあたる客室床面を400 mm下げ、車椅子スペースとして車椅子固定ベルトを設けた座席とボックスシートタイプの座席を設置し、暖房機も設置したほか、この部分の側面窓については下方に拡大した。また、この改造によって、それまで床下にあったCU45形冷房装置が搭載できなくなるため、ダブルデッカー車両に設置されていたCU702形冷房装置を屋根上に設置したほか、客用扉は折戸から引戸に変更した。便所については車椅子対応でおむつ交換台を備えた大型トイレに改装した。これ以外の客室内は小田急時代と同様である。こうしたバリアフリー化改造のため、外観は大きく変更された。
3号車（デハ20302→クモロ8051）客室内は小田急時代と同様で、外観にも大きな変更点はない。
乗務員室小田急時代との大きな変更点はなく、自動列車停止装置・列車無線などの保安装置を富士急行用に交換したほか、GPS測位機能付きの自動放送装置を設置した。なお、小田急で使用していた車内チャイムも使用可能となっているほか、小田急時代の形式表記も残されている。
各種機器耐雪ブレーキ・レールヒーター・外部電源接続装置付き床下機器保温回路を設置したほか、集電装置はシングルアーム式に変更した。
富士急行での形式は8000系となり、2014年（平成26年）7月12日から運用を開始した。また、旧371系も上記の2000系を置き換え、「富士山ビュー特急」用8500系として2016年（平成28年）4月23日より運行を開始した。

## 編成表
凡例Mc…制御電動車、M…電動車、T…付随車、CON…制御装置、SIV…補助電源装置、CP…電動空気圧縮機、PT…集電装置
乗…乗務員室、特…特別席（グリーン席・スーパーシート）、個…セミコンパートメント、喫…喫茶コーナー、WC…トイレ・化粧室、電…公衆電話

### 小田急時代
|          | ← 小田原・沼津新宿 → |             |             |                |             |             |             |
| 号車     | 1                    | 2           | 3           | 4              | 5           | 6           | 7           |
| 形式     | デハ20000            | デハ20000   | サハ20050   | サハ20050      | デハ20000   | サハ20050   | デハ20000   |
|          |                      |             |             |                |             |             |             |
| 区分     | 20300 (M4c)          | 20200 (M3)  | 20250 (T3)  | 20150 (T2)     | 20100 (M2)  | 20050 (T1)  | 20000 (M1c) |
| 車両番号 | 20301 20302          | 20201 20202 | 20251 20252 | 20151 20152    | 20101 20102 | 20051 20052 | 20001 20002 |
| 搭載機器 | CON,SIV,PT           | CON,CP,PT   |             |                | SIV,CON     | SIV,CP,PT   | CON,PT      |
| 自重     | 44.8t                | 43.2t       | 40.1t       | 40.0t          | 42.1t       | 37.7t       | 43.5t       |
| 車内設備 | 乗                   | WC          | 特、喫、電  | 特、個、電、喫 |             | WC          | 乗          |
| 定員     | 60                   | 60          | 32+18       | 32+12          | 68          | 60          | 60          |

### 富士山麓電鉄時代
| [ 75 ]                | ← 富士山大月・河口湖 → | ← 富士山大月・河口湖 → | ← 富士山大月・河口湖 → |
| 号車                  | 1                      | 2                      | 3                      |
| 形式                  | クモロ8000             | サロ8100               | クモロ8050             |
| 区分                  | Msc1                   | Ts                     | Msc2                   |
| 車両番号 ()内は旧番号 | 8001 (20002)           | 8101 (20052)           | 8051 (20302)           |
| 搭載機器              | CON,SIV,CP,PT          | SIV,CP                 | CON,PT                 |
| 自重                  | 44.1t                  | 37.3t                  | 45.2t                  |
| 車内設備              | 乗                     | WC                     | 乗                     |
| 定員 ()内は座席定員   | 60 (45)                | 72 (55)                | 73 (60)                |